# Overosaurus
Overosaurus là một chi khủng long, được Coria Filippi Chiappe R. A. García (as R. García) & Arcucci mô tả khoa học năm 2013.